# Jack Cade
Jack Cade, che d'occasione usava il nome John Mortimer (1420? – Sussex, 12 luglio 1450), è stato un rivoluzionario irlandese.
Nel 1450 capeggiò una insurrezione popolare, scoppiata nella contea del Kent in Inghilterra, sotto il regno di Enrico VI.

## La situazione in Inghilterra prima della ribellione
Tra il 1435 e il 1450, l'anno della ribellione di Cade, l'Inghilterra, impegnata nelle fasi finali della guerra dei cent'anni, stava subendo pesanti sconfitte, perdendo quasi tutte le province francesi. Il corso negativo della guerra, l'incoronazione di Carlo VII nel 1429 in Notre-Dame di Reims e il disconoscimento della sovranità inglese sulla Francia, precedentemente sancita dal Trattato di Troyes, concretizzavano la prospettiva di una rinuncia definitiva alle aspirazioni inglesi in terra francese.
Nel 1446 scoppiò, inoltre, uno scandalo per la restituzione alla Francia di alcuni territori, un atto di cui il parlamento era stato tenuto all'oscuro. 
I territori del Maine e dell'Anjou venivano segretamente ceduti dalla corona inglese, su richiesta di Carlo VII, per acconsentire al matrimonio di Enrico con sua figlia Margherita di Anjou.
La debole condotta del re, schiacciato fra la corruzione e le tensioni montanti con la casata York, che sarebbero sfociate nella Guerra delle due rose, paralizzava la politica interna. L'impopolarità di Enrico VI, conseguentemente, era all'apice.

## Successione degli eventi
Nella primavera del 1450, i contadini del Kent protestarono contro l'incapacità del governo reale, la tasse elevate, la corruzione e gli effetti negativi della perdita della Francia.
Il 4 giugno, Jack Cade, leader dei ribelli, pubblicò The Complaint of the Poor Commons of Kent ("La protesta dei poveri popolani del Kent"), una lista di rimostranze contro il parlamento e l'aristocrazia della corte reale, accusati di manipolare le decisioni del debole sovrano.
Nell'intestazione, infatti, si legge:
Ai primi di giugno, ventimila ribelli si concentrarono presso la città di Blackheath (ora Lewisham, sobborgo parte dell'area metropolitana londinese), a sud-est della capitale.
Ai rivoltosi, in gran parte contadini, si unì una parte della cittadinanza e, soprattutto, un buon numero di soldati e marinai inglesi di ritorno dalla Francia, raddoppiandone il numero.
Mentre il re trovava rifugio nella contea shire di Warwickshire, i quarantamila uomini, guidati da Jack Cade, raggiunsero Southwark (che all'epoca non faceva ancora parte del nucleo cittadino), stabilirono il quartier generale nella locanda The White Hart, e il 3 luglio attraversarono il London Bridge. Il Lord Tesoriere (una delle più alte cariche dello stato) e diversi membri della corte reale vennero arrestati e decapitati e la città, nonostante le promesse contrarie di Cade, venne messa al sacco dai ribelli, fino al sopraggiungere della notte, quando i rivoltosi fecero ritorno a Southwark.
La notte del giorno seguente i ribelli subirono ingenti perdite in uno scontro con l'esercito regolare, organizzatosi presso il London Bridge.
Conclusa la battaglia, il Lord Cancelliere, l'arcivescovo John Kemp, convinse Cade a porre fine alla rivolta in cambio del perdono e la promessa che il governo avrebbe ottemperato alle richieste del manifesto.
La ribellione si concluse, i contadini si dispersero, ma la settimana successiva Cade venne condannato come traditore e venne posta una taglia sulla sua testa. Catturato e ucciso, il corpo di Jack Cade venne trasportato a Londra e squartato per essere esposto come monito in  diverse città. La sua testa, assieme a quelle degli altri capi della rivolta, venne esposta sul London Bridge.  
Dopo la sua morte i ribelli vennero perdonati, tranne 34 che furono giustiziati.
Jack Cade e la rivolta da lui guidata figurano nel dramma teatrale Enrico VI, parte II di William Shakespeare.
Un seguace di Cade, in una discussione con il capopopolo, pronuncia la celebre frase:
(William Shakespeare, Enrico VI, Atto Secondo)